# Artoria lamellata
Espèce
Artoria lamellata est une espèce d'araignées aranéomorphes de la famille des Lycosidae.

## Distribution
Cette espèce est endémique du South West en Australie-Occidentale,. Elle se rencontre dans la réserve naturelle de Kulunilup.

## Description
Le mâle holotype mesure 3,77 mm.

## Systématique et taxinomie
Cette espèce a été décrite par do Prado, Baptista et Framenau en 2024.

## Publication originale
- do Prado, Baptista & Framenau, 2024 : « Taxonomy of the wolf spider genus Artoria in Western Australia (Araneae, Lycosidae, Artoriinae). » Zootaxa, no 5547(1), p. 1-81.